# 山口刑務所

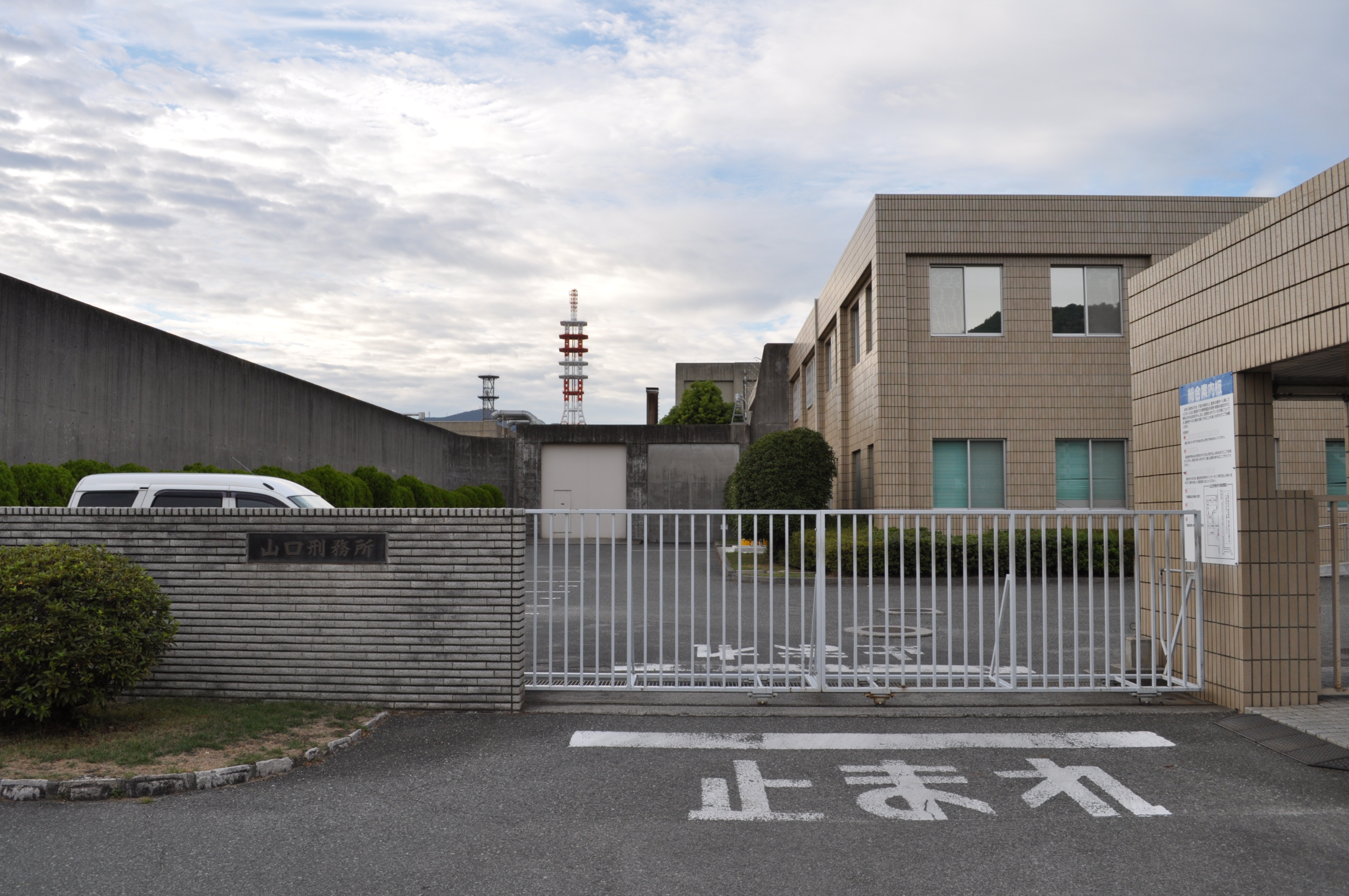
山口刑務所入口

山口刑務所（やまぐちけいむしょ）は、法務省矯正局の広島矯正管区に属する刑務所。
下部機関として下関拘置支所および周南拘置支所を持つ。かつては萩拘置支所、宇部拘置支所も持っていたが、前者は2021年4月、後者は2023年3月に廃止された。同じ山口県にある刑務所の美祢社会復帰促進センターは管轄外。

## 所在地
- 〒753-8525 山口県山口市松美町3-75
  - JR西日本 山口線 湯田温泉駅から、徒歩約10分

## 収容分類級
- YA級
- A級

若年層を含む短期初犯者を収容している

## 収容定員
- 547人

## 組織
所長の下に2部1課を持つ2部制である。
- 総務部（庶務課、会計課、用度課）
- 処遇部（処遇担当、企画担当）
- 医務課

## 職業訓練
職業訓練のうち、総合訓練を行う総合訓練施設（全国に8施設）の一つに指定されており、総合訓練として、ビル設備管理科等の13種目を実施している。職業訓練を行う施設として、山口刑務所は必要があれば姫山技能訓練所の名称を用いることができる。